# Paul Krause (Mediziner)
Paul Carl Hieronymus Krause (* 30. November 1871 in Glogau; † 7. Mai 1934 bei Frücht)  war ein deutscher Mediziner (Internist, Radiologie, Infektionskrankheiten).

## Leben
Krause stammte aus einer Familie von Handwerkern und Bauern und absolvierte sein Abitur am Matthiasgymnasium in Breslau. Er studierte Medizin in München, Kiel (Promotion 1897), Bonn, Berlin und Freiburg. Zu seinen Lehrern gehörten Heinrich Irenaeus Quincke, Eugen Fraenkel, Alfred Knast (1856–1903) und Adolf von Strümpell. Nach dem Studium war er Assistenzarzt in Kiel (Hygienisches Institut), Hamburg (Krankenhaus Eppendorf) und Breslau, wo er sich 1902 habilitierte. 1901 bis 1907 war er Oberarzt an der Medizinischen Klinik in Breslau. 1907 wurde er Direktor der Medizinischen Poliklinik in Jena.
1909 wurde er Direktor der Medizinischen Poliklinik in Bonn mit persönlichem Ordinariat. Er gründete dort auch 1910 einen Verein zur Bekämpfung der Tuberkulose, wie schon zuvor in Jena.  Im Ersten Weltkrieg war er Leiter des großen Typhus-Lazaretts der ersten bis dritten Armee in Spa und beriet als Internist in Russland und auf dem Balkan in Mazedonien. Ab 1924 war er Ordinarius für Innere Medizin an der neu gegründeten Medizinischen Fakultät der Universität Münster und war als deren Gründungsdekan maßgeblich an deren Aufbau beteiligt (Berufungen, Aufbau der Radiologie mit Unterstützung von Kollegen in Groningen u. a.). Außerdem wurde er 1923 Geheimer Medizinalrat.
Bekannt war er für das von ihm herausgegebene Lehrbuch der medizinischen Diagnostik, das zuerst 1909 erschien und auch im Ausland durch verschiedene Übersetzungen weite Verbreitung fand, und als Röntgenpionier in der Medizin, insbesondere in der Diagnostik, aber auch in der Untersuchung der Wirkung der Röntgenstrahlen auf Gewebe. Er ersetzte Wismutsalze durch Bariumsulfat bei der Röntgendiagnostik im Magen-Darm-Trakt. 1909 wurde er in Würdigung seiner Verdienste als Nachfolger von Hermann Gocht der vierte Präsident der Deutschen Röntgengesellschaft.  Er lieferte mehrere Beiträge zu dem von Franz Maximilian Groedel herausgegebenen Grundriss und Atlas der Röntgendiagnostik in der inneren Medizin von 1909.
Er war Gründungsmitglied der Röntgenvereinigung in Breslau, nach dem Ersten Weltkrieg der Röntgenvereinigung in Bonn und 1927 einer der Gründer der Rheinisch-Westfälischen Röntgengesellschaft (RWRG), die 1930 das Deutsche Röntgenmuseum in Remscheid-Lennep begründete, das im Juni 1932 eröffnet wurde mit Röntgenfeiern, denen Krause vorstand. 1931 war er Rektor der Medizinischen Fakultät und er war Verwaltungsdirektor der Kliniken.
Die RWRG schreibt einen Paul-Krause-Preis für Radiologie aus, der 2014 mit 5000 Euro dotiert war.

## Hetze der Nationalsozialisten gegen ihn und Suizid
1933/34 veranstaltete die NS-Dozentenschaft unter Führung des Oberarztes Robert Gantenberg (1894–1946) sowie nationalsozialistische Studenten eine Hetzjagd auf Krause und sprach ihm die Kompetenz ab. Das hatte keine rassischen Gründe, sondern lag an der Kritik von Krause gegen das von Rudolf Heß und dem Reichsärzteführer Gerhard Wagner propagierte Heilpraktikergesetz mit der Gleichsetzung von Ärzten und Heilpraktikern und der Förderung biologischer Heilverfahren. Krause wollte einen Widerstand dagegen unter den westfälischen Ärzten organisieren und fand zunächst auch Unterstützung. Krause wollte den Reichsärzteführer Wagner stürzen durch Kontaktaufnahme nicht nur zur lokalen Ärztekammer, sondern auch zu SA-Ärzten, wozu er an den SA-Gruppenführer und Arzt in Bielefeld Hanns Löhr (1891–1941) schrieb. Der Brief wurde nach Berlin weitergeleitet und löste eine heftige Reaktion von Wagner aus, die Absetzung von Krause betrieb. Krause war keineswegs allein in seiner Kritik, auch die Medizinischen Fakultäten unter Führung der Berliner Fakultät sprachen sich dagegen aus. Krause, der durchaus mit den Nationalsozialisten sympathisierte (bei denen er allerdings als unbequemer Vertreter des katholischen Zentrums galt), sah sich in seiner Ehre gekränkt und beantragte ein Disziplinarverfahren gegen sich selbst, das aber vom Ministerium abschlägig beschieden wurde und ihm den Tadel einbrachte, sich offen gegen Regierungsmitglieder gewandt zu haben. Die nationalsozialistischen Ärzte in Westfalen und an der Universität Münster unter Anleitung von Löhr betrieben weiter seine Absetzung und er wurde an der Universität boykottiert. Löhr, der wissenschaftlich ein unbeschriebenes Blatt war, machte sich Hoffnung auf die Lehrstuhl-Nachfolge von Krause. Da er auch keinen Rückhalt vom Rektor der Universität erhielt (der ihm die Beurlaubung bis zur Beruhigung der Lage empfahl) und auch nicht vom Ministerium, reichte er am 3. Mai 1934 sein Emeritierungsgesuch ein. Vier Tage danach erschoss er sich im Wald von Frücht bei Bad Ems vor dem Grab des Freiherrn von Stein, den er verehrte. Er wurde auf eigenen Wunsch in Bonn begraben, nachdem sein Körper wie im Testament gewünscht radiologischen Experimenten diente.
Der Suizid führte bei denen, die beteiligt waren, aber nicht zu den radikalen Nationalsozialisten gehörten, zu Gewissensbissen. Löhr hatte keine Chance mehr auf eine Nachfolge, allerdings trat der Nationalsozialist und Hämatologe Viktor Schilling später die Nachfolge an. Das Heilpraktikergesetz wurde zunächst gestoppt und 1939 nur in abgeschwächter Form in Kraft gesetzt.

## Schriften
- Beiträge (Trachea, Mediastinal- und Lungentumore, Bronchialerkrankungen, Lungentuberkulose, Gefässe) in: Franz Maximilian Groedel (Hrsg.): Atlas und Grundriss der Röntgendiagnostik in der inneren Medizin. (= Lehmann's medizinische Atlanten. 7). Lehmanns, München 1909, (Digitalisat)
- Herausgeber und Mitautor: Lehrbuch der klinischen Diagnostik innerer Krankheiten, mit bosonderer Berücksichtigung der Untersuchungsmethoden. G. Fischer, Jena 1909 und öfter
- Beiträge zum Handbuch der inneren Medizin. Band 1, Springer, 1911.